# エマヌエル・ド・グラッフェンリード
エマヌエル・レオ・ルドウィグ・'トゥーロ'・ド・グラッフェンリード男爵（Baron Emmanuel Leo Ludwig 'Toulo' de Graffenried 、1914年5月18日 - 2007年1月22日）は、スイスのレーシングドライバー。彼はF1世界選手権23戦に出場、デビュー戦は1950年のイギリスグランプリで、生涯の通算成績は9ポイントであった。彼はまた数多くのノンタイル戦にも出走している。
ド・グラッフェンリードのレース経歴は1936年に始まり、自らの所有するマセラティのヴォワチュレットで出走した。最も忘れられない結果のいくつかは自身のホームコース、ベルン近くのブレムガルテン・サーキットで達成された。彼はFIA世界選手権が行われる前年の1949年イギリスグランプリに勝利した。その後は6シーズンで7戦に出走、様々な結果を挙げた。最高の結果は1953年ベルギーグランプリの4位であった。
レースから引退すると、ド・グラッフェンリードはローザンヌで車の販売代理店を経営し、アルファロメオ、ロールス・ロイス、フェラーリなどを販売して生活費を稼いだ。また、彼は映画『スピードに命を賭ける男』の撮影でカーク・ダグラスのスタント・パーソンを務めた。その後彼は1970年代から1980年代にかけて多くのF1イベントに出演、フィリップモリスのマールボロブランドの宣伝を担当した。
1976年に開催された最終戦F1世界選手権インジャパンの観戦の為、来日している。
ド・グラッフェンリードは最初のイギリスグランプリ優勝者と見なされ、1998年のシルバーストン・サーキット50周年祭では84歳で生涯最後のレーシングカーの運転を行った。彼は死去当時、FIAの第1回選手権である1950年イギリスグランプリに出走したドライバーの中で最後まで生き残った人物であった。

## F1での年度別成績
| 年     | 所属チーム                                 | シャシー | 1       | 2       | 3     | 4       | 5      | 6       | 7       | 8       | 9       | WDC       | ポイント |
| ------ | ------------------------------------------ | -------- | ------- | ------- | ----- | ------- | ------ | ------- | ------- | ------- | ------- | --------- | -------- |
| 1950年 | マセラティ／エンリコ・プラーテ             | 4CLT/48  | GBR Ret | MON Ret | 500   | SUI 6   | BEL    | FRA     | ITA 6   |         |         | NC (23位) | 0        |
| 1951年 | アルファロメオ                             | 159      | SUI 5   | 500     | BEL   |         |        |         | ITA Ret | ESP 6   |         | 16位      | 2        |
| 1951年 | マセラティ／エンリコ・プラーテ             | 4CLT/48  |         |         |       | FRA Ret | GBR    | GER Ret |         |         |         | 16位      | 2        |
| 1952年 | マセラティ／エンリコ・プラーテ             | 4CLT     | SUI 6   | 500     | BEL   | FRA Ret | GBR 19 | GER     | NED     | ITA DNQ |         | NC (24位) | 0        |
| 1953年 | マセラティ／エンリコ・プラーテ             | A6GCM    | ARG     | 500     | NED 5 |         |        |         |         |         |         | 8位       | 7        |
| 1953年 | マセラティ／バロン・デ・グラッフェンリード | A6GCM    |         |         |       | BEL 4   | FRA 7  | GBR Ret | GER 5   | SUI Ret | ITA Ret | 8位       | 7        |
| 1954年 | マセラティ／バロン・デ・グラッフェンリード | A6GCM    | ARG 8   | 500     | BEL   | FRA     | GBR    | GER     | SUI     | ITA     | ESP Ret | NC (36位) | 0        |
| 1956年 | マセラティ／セントロ・スッド               | 250F     | ARG     | MON     | 500   | BEL     | FRA    | GBR     | GER     | ITA 7   |         | NC (33位) | 0        |

## 参照
1. ↑  “The Formula One Archives”. 2007年8月4日閲覧。
2. ↑  三栄書房AUTO SPORTアーカイブ日本の名レース100選 001 ’76 F1 イン・ジャパン（2006年2月発行）
3. ↑  “『1枚の写真に写っていた紳士はレース界のレジェンドでした』”. ken@埼玉の備忘録. 2023年12月23日閲覧。 “1976年当時、サイトユーザーが撮影した写真で、当該雑誌にも掲載されている。”

- Obituary: 'Toulo' de Graffenried. (2007) Motor Sport, LXXXIII/4, p. 15
- “Drivers: Emmanuel de Graffenried”. www.GrandPrix.com. 2007年3月2日閲覧。
- “Former F1 driver Graffenried passes away”. GPUpdate.net (2007年1月22日). 2011年2月1日閲覧。
- “Baron Emmanuel Toulo de Graffenried”. www.HistoricRacing.com. 2007年3月2日閲覧。 [リンク切れ]
- “Emmanuel  de Graffenried”. www.GPRacing.net192.com. 2007年3月2日閲覧。